# Shin Ryu-jin
Đây là một tên người Triều Tiên, họ là Shin.
Shin Ryu-jin (Hangul: 신류진, Hanja: 申留真, Hán-Việt: Thân Lưu Trân, tên tiếng Anh: Joanne, sinh ngày 17 tháng 4 năm 2001), thường được biết đến với nghệ danh Ryujin, là một nữ ca sĩ thần tượng Hàn Quốc, thành viên của nhóm nhạc nữ ITZY do công ty JYP Entertainment thành lập và quản lý. Cô đảm nhiệm vị trí center, rap chính, nhảy dẫn và hát phụ trong đội hình nhóm.

## Tiểu sử
Shin Ryujin sinh ngày 17 tháng 4 năm 2001 tại Gangnam, Seoul, Hàn Quốc. Cô từng theo học trường trung học nghệ thuật biểu diễn Hanlim và đã tốt nghiệp vào tháng 2 năm 2020.

## Sự nghiệp

### Trước khi ra mắt
Vào tháng 10 năm 2017 Ryujin đã tham gia buổi thử giọng cho chương trình thực tế sống còn MIXNINE . Sau khi vượt qua, cô tham gia chương trình và đã đứng vị trí số 1 trong bảng xếp hạng của đội nữ cho đến tập cuối cùng, nhưng vẫn bị loại khi đội nam giành chiến thắng trước đội nữ và do đó cô cũng không được ra mắt.
Ryujin xuất hiện trong tập 1 show sống còn của nhóm nhạc đàn anh cùng công ty Stray Kids.
Ryujin có một vai diễn nhỏ (Ji-min) trong bộ phim "The King".
Cô xuất hiện trong M/V "Love Yourself Highlight Reel" của tiền bối BTS (đóng cùng với với J-Hope, Jimin và Yuna).

### 2019: Ra mắt cùng ITZY
Vào ngày 20 tháng 1 năm 2019, Ryujin cùng các thành viên khác bao gồm: Chaeryeong, Lia, Yeji và Yuna, đã được hé lộ rằng sẽ là một thành viên của ITZY, nhóm nhạc nữ mới nhất của nhà JYP. ITZY chính thức debut vào ngày 12 tháng 2 với single "IT'z Different".
Vào ngày 29 tháng 7 năm 2019, Ryujin cùng Itzy trở lại với EP It’z Icy với ca khúc chủ đề ICY 
2020: Năm thứ 2 hoạt động cùng ITZY
Ngày 9 tháng 3 năm 2020, Ryujin cùng Itzy ra mắt EP IT’z Me với ca khúc chủ để WANNABE. Đây cũng là ca khúc góp vai trò lớn tạo nên thuơng hiệu của RyuJin nói riêng và tên tuổi của Itzy nói chung nhờ vũ đạo sử dụng vai ấn tượng và giai điệu thu hút.
Ngày 17 tháng 8 năm 2020, EP Not Shy được ra mắt với ca khúc chủ đề cùng tên.
2021: Năm thứ 3 hoạt động cùng ITZY
Ngày 30 tháng 4 năm 2021, sau gần 9 tháng không có hoạt động âm nhạc, Itzy đã trở lại đường đua âm nhạc cùng EP Guess Who, ca khúc chủ đề: 마.피.아 In the morning (Mafia in the morning).
Ngày 1 tháng 7 năm 2021, Itzy đã hợp tác cùng SecondAunt KimDavi để cho ra digital single Break Ice (얼음깨). Mọi doanh thu từ ca khúc này sẽ được dùng để quyên góp, ủng hộ những người bị ảnh hưởng do dịch bệnh Covid-19.
Ngày 24 tháng 9 năm 2021, Itzy ra mắt full album đầu tay Crazy In Love với ca khúc chủ đề LOCO.

## Danh sách chương trình truyền hình

### Show thực tế
1. Stray Kids (Mnet, 2017) - cameo (tập 1)
2. MIXNINE (JTBC, 2017) - Thí sinh
3. Street Dance Girl Fighter (Mnet, 2021) - Giám khảo khách mời (tập 6)

### MV ca nhạc
"Love Yourself Highlight Reel" của tiền bối BTS và thành viên cùng nhóm Yuna.

### Phim điện ảnh
| Năm  | Tên phim | Vai diễn | Ghi chú   |
| ---- | -------- | -------- | --------- |
| 2017 | The King | Ji-min   | Khách mời |

### Chương trình giải trí
Xem thêm: Itzy#Chương trình thực tế/ sống còn
| Năm  | Tên                  | Kênh                      | Vai trò   | Ghi chú |
| ---- | -------------------- | ------------------------- | --------- | ------- |
| 2024 | Eunchae's Star Diary | KBS Kpop                  | Khách mời | Tập 31  |
| 2024 | Lean On Me           | 딩고 스토리 / dingo story | Khách mời | Tập 29  |
| 2024 | SNAP! Cuteness       | SBSKPOP X INKIGAYO        | Khách mời | Tập 4   |
| 2024 | No Prepare           | 차린건 쥐뿔도 없지만      | Khách mời | Tập 33  |
| 2025 | Star! Cooking SHOW   | PIXID                     | Khách mời | Tập 5   |